# Panórama (Réthymnon)
Pour les articles homonymes, voir Panorama (homonymie).
Panórama, en grec moderne : Πανόραμα, est un village du dème de Réthymnon, en Crète, en Grèce. Selon le recensement de 2011, la population de Panórama compte 407 habitants. Le village est situé à une altitude de 41 m et à 3 km du port de Réthymnon.